# Stade 1er Novembre 1954 (Batina)
Stade 1er Novembre 1954 – wielofunkcyjny stadion w Batinie, w Algierii. Został otwarty w 1979 roku. Może pomieścić 20 000 widzów. Swoje spotkania rozgrywają na nim piłkarze klubów CA Batna i MSP Batna.
25 maja 1984 roku na stadionie rozegrano finał piłkarskiego Pucharu Algierii (MP Oran – JH Djazaïr 2:1 pd.).